# Innesoconcha princeps
Innesoconcha princeps är en snäckart som beskrevs av Tom Iredale 1944. Innesoconcha princeps ingår i släktet Innesoconcha och familjen Helicarionidae. Inga underarter finns listade i Catalogue of Life.